# Louis Brandeis
Louis Dembitz Brandeis (Louisville, 13 novembre 1856 – Washington, 5 octobre 1941) est un avocat américain, juge à la Cour suprême des États-Unis ainsi qu'un important soutien au mouvement sioniste américain. Un des principaux conseillers économiques de Woodrow Wilson puis de Franklin Delano Roosevelt, il est un des symboles de l'ère progressiste et un des pionniers d'une concurrence régulée. Il a participé à la création de la Réserve fédérale des États-Unis et a apporté de nouvelles idées à la Federal Trade Commission (FTC). Il a introduit également le Brandeis Brief, qu'on pourrait aussi traduire comme l'« argumentation juridique à la Brandeis », dont la caractéristique est de ne pas s'appuyer seulement sur les sources du droit mais de reposer également sur des analyses empiriques et sur des avis d'experts. C'est grâce à cette technique qu'il fit avancer la cause des salariés, participa à la création d'un salaire minimum et d'une limitation des heures de travail. Plus tard cette technique a servi à la lutte contre la ségrégation scolaire. Il a aussi beaucoup influé sur la façon d'aborder la liberté d'expression et le droit à la vie privée.

## Jeunesse et vie privée
Louis Brandeis est né le 13 novembre 1856 à Louisville (Kentucky). Il est le dernier des quatre enfants d'Adolphe et Frédérique (née Dembitz) Brandeis. Ses parents ont quitté Prague alors dans l'Empire autrichien à la fois pour des raisons politiques et économiques. La révolution de 1848 dont ses parents étaient sympathisants a conduit à des bouleversements et à certaines manifestations à caractère antisémite. Les juifs dans l'Empire des Habsbourg étaient contraints de payer une taxe spéciale sur les affaires.
La famille Brandeis s'installe à Louisville, un port prospère de la région du Midwest en qualité de marchand de grains. Son enfance est marquée par la Guerre de Sécession durant laquelle sa famille se réfugie dans l'Indiana. Sa famille, connue pour supporter Abraham Lincoln et l'abolition de l'esclavage, était mal vue alors par certains de leurs voisins.
La famille Brandeis est cultivée, lisant beaucoup, mélomane, et plutôt politique. L’un de ses oncles, Lewis Naphtali Dembitz (dont il adopta le nom en hommage) fut délégué à la convention républicaine de 1860 qui a élu comme candidat Abraham Lincoln. En 1872, en raison d'une dépression économique, la famille vit pendant quelque temps en Europe. Brandeis qui a été à l'école publique de Louisville, puis à l'université locale, passe alors deux ans à l'Annen-Realschule de Dresde, qui lui donne à la fois un sens critique et l'envie de retourner aux États-Unis pour y étudier le droit. Élevé partiellement dans la culture allemande, Louis Brandeis apprécie les écrits de Goethe et de Friedrich von Schiller. Ses compositeurs favoris sont Ludwig van Beethoven et Robert Schumann.
En 1875, il entre à l'âge de 19 ans à la Harvard School of Law, qui était alors en pleine mutation, passant de la méthode traditionnelle reposant sur la mémorisation, à une méthode plus interactive et plus socratique d'étude de cas. Plus tard, il déclara que « ces années furent parmi les plus heureuses de sa vie. ». Après avoir obtenu son diplôme, il resta un an de plus à Harvard pour approfondir ses connaissances en droit. Pour subvenir à ses besoins, il fait du tutorat auprès d'autres étudiants en droit.
Brandeis se marie en 1891 à Alice Goldmark et aura deux filles, Susan, née en 1893, et Elizbeth en 1896.

## Carrière

### L'avocat d'affaires
Après Harvard, Brandeis est admis au barreau du Missouri et commence à travailler dans un cabinet d'avocats de Saint-Louis (Missouri). Après seulement sept mois, fatigué des cas mineurs dont il a à s'occuper, il accepte l'offre d'un de ses condisciples de Harvard, Samuel Warren — fils d'une riche famille de Boston — de fonder avec lui un cabinet d'avocats à Boston. Dans l'attente des premiers clients, il travaille pendant deux ans comme assistant d'Horace Grey, président de la Cour suprême du Massachusetts. Le cabinet Warren Brandeis prospéra et donna à Brandeis une sécurité financière, qui plus tard lui permit d'avoir un rôle actif pour la cause progressiste. Ensemble avec Warren, ils contribuent à créer le droit à la vie privée (Right to Privacy), écrivant ensemble entre 1888 et 1890 trois articles académiques publiés par la Harvard Law Review. À la mort de son père en 1889, Samuel Warren quitte le cabinet pour reprendre les affaires familiales. Après une période en solo, il crée en 1897 le cabinet Brandeis, Dunbar et Nutter. 
Avocat efficace, il se voit plus comme un conseiller que comme un simple avocat stratège. Selon Klebanow et Jonas, quand il prend une affaire il insiste sur deux conditions majeures : « tout d'abord, qu'il n'ait jamais à travailler avec des intermédiaires, mais seulement avec la personne responsable. Deuxièmement, qu'il puisse donner des conseils sur tous les aspects des affaires de l'entreprise ». Par ailleurs, il refusait de servir une cause qu'il considérait mauvaise.

### L'avocat au service du bien public
Une partie de la philosophie de Brandeis à ce sujet est contenue dans son livre de 1905, The Opportunity in the Law.
Il y développe la notion de l'éthique de la profession d'avocat. Pour Brandeis, le plus important est la manière dont les hommes exercent une profession, plutôt que la profession elle-même. Mais selon lui, la profession juridique offre en Amérique des opportunités inhabituelles d'utilité. Si la pratique de l'avocat est générale, son champ d'observation s'étend, au fil du temps, à presque tous les domaines des affaires et de la vie. Les faits ainsi recueillis mûrissent son jugement. Sa mémoire est entraînée à la rétention. Son esprit s’exerce aussi bien dans la spécialisation que dans la généralisation. C’est un observateur des hommes, encore plus que des choses. Il ne voit pas seulement des hommes de toutes sortes, mais connaît aussi leurs secrets les plus profonds ; il les voit dans des situations qui "éprouvent leurs âmes". C'est pourquoi l'avocat est susceptible de devenir un bon juge des hommes.
Selon Brandeis,
« Le conseiller choisi pour représenter d'importants intérêts privés possède habituellement des capacités de haut niveau, tandis que le public est souvent représenté de façon inadéquate ou pas représenté du tout. Cela conduit à une grande injustice pour le public. Il en résulte que de nombreuses lois de notre législation n'auraient jamais dû être édictées si l'intérêt public avait été justement représenté… »
Durant les années 1890, Brandeis vient à questionner l'ordre industriel en Amérique. D'une part, il n'aime pas la consommation de masse. Cela le mena à développer une forme de haine pour la publicité. Par ailleurs, cela le conduisit à lutter contre les monopoles qu'il considérait comme inefficaces économiquement. En effet, il estimait que :
« La grande réussite des peuples de langue anglaise est leur attachement à la liberté par la loi »
Brandeis plaide contre les monopoles, ce qui va l'amener à s'opposer à John Pierpont Morgan et par suite à la corruption. Il va défendre la Boston and Maine Railroad contre la New Haven Railroad de J. P. Morgan. Cela l'amène à rencontrer deux fois Theodore Roosevelt qui engage une action contre cette société au titre de la loi antitrust. Durant les auditions de la Interstate Commerce Commission, il est démontré que cette société a fait des « donations » à des hommes politiques complaisants.
Par ailleurs, il contribue à développer un nouveau système d'assurance-vie. En mars 1905, il défend gratuitement les souscripteurs d'une société d'assurance-vie en faillite. Il s'aperçoit qu'à l'époque on pouvait considérer l'assurance-vie comme un vol légal. Il fait passer une loi pour réguler le secteur, ce qu'il considère comme étant l'une des grandes réussites de sa vie.

### Le conseiller de Wilson

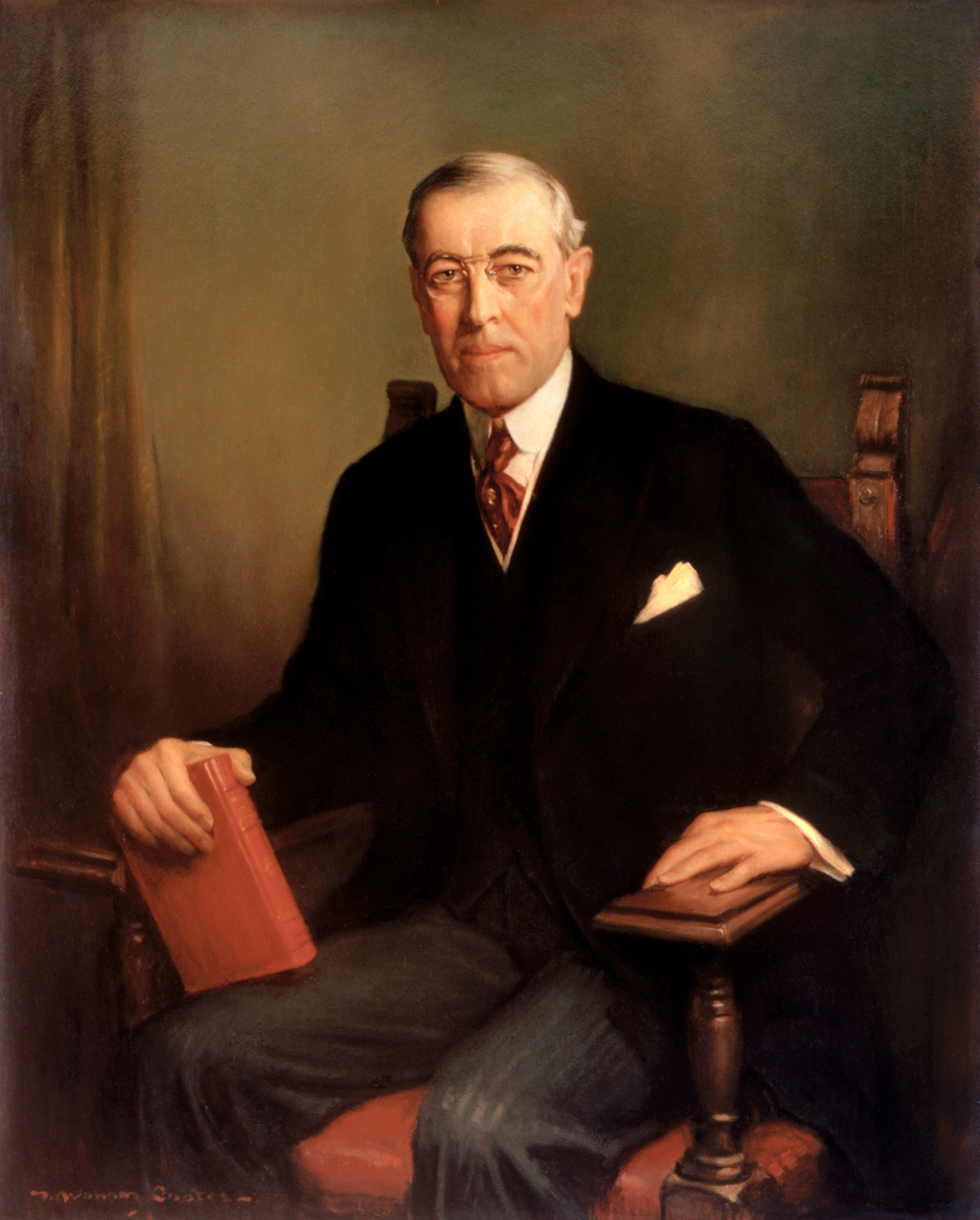
Thomas Woodrow Wilson Président des États-Unis (1913-1921), inspirateur de la Société des Nations, prix Nobel de la paix en 1919.

Brandeis est « l'architecte en chef » du programme de Woodrow Wilson appelé New Freedom. Le débat qui oppose Wilson à Theodore Roosevelt entré en dissidence du Parti républicain porte principalement sur le domaine économique. Entre ces deux candidats progressistes (il y en avait un troisième, un républicain Taft), le désaccord porte sur la façon de réguler l'économie : faut-il un État puissant capable de tenir tête et aussi de s'allier aux grandes sociétés — c'est la thèse de Theodore Roosevelt et de son programme New Nationalism — ou faut-il sortir du laisser-faire en se méfiant tant des grandes sociétés que d'un État trop puissant — c'est la thèse de Brandeis et de Wilson ? Ce dernier point de vue va finalement l'emporter. Lors d'une réunion entre les deux hommes en septembre 1912, Wilson lui demande de « rendre explicites les mesures qui permettraient de réguler effectivement la concurrence ». Pour McGraw, il est le principal conseiller économique de Wilson de 1912 à 1916 et il « est l'exemple même de l'éthique contre le « gigantisme » sans laquelle il n'y aurait eu ni Sherman Act, ni antitrust, ni Federal Trade commission ».
Brandeis joue un rôle crucial dans l'élaboration et le processus de validation par le congrès du Federal Reserve Act qui est voté en décembre 1913. Pour lui, « le système bancaire devait être démocratisé et la création monétaire contrôlée par le gouvernement ». Pour aider à convaincre, Brandeis écrit pour Harper's Weekly une série d'articles qui suggèrent les moyens de restreindre le pouvoir des grandes banques. Ces articles sont réunis dans un livre de 1914, Other People's Money and How the Bankers Use It.

### Juge à la Cour suprême

#### Nomination
En 1916, Wilson nomme Brandeis juge à la Cour suprême. Cette nomination fut vigoureusement contestée par des conservateurs républicains tels que l'ancien président Taft ou l'ex-sénateur Elihu Root, avançant qu'il n'était pas « fait » pour être à la Cour suprême. Plus tard le Juge William O. Douglas écrit au sujet des débats entourant sa nomination :
« Il savait que l'image de Brandeis, quand Wilson envoya son nom au Sénat le 28 janvier 1916, effrayait l'« Établissement ». »
Brandeis était un militant de la justice sociale, quel que soit son opposant. Il était dangereux, pas seulement parce qu'il était brillant et courageux, mais parce qu'il était incorruptible. La peur de l'« Établissement » était d'autant plus grande que Brandeis était le premier juif nommé à la Cour suprême. Cependant, ceux qui étaient en sa faveur étaient nombreux et influents. Le doyen de la Harvard School of Law, Roscoe Pound déclara au comité que « Brandeis était un des grands juristes » et prédit, selon Todd, qu'il serait un jour classé « parmi les meilleurs qui ont siégé sur les bancs de la Cour suprême ». Le 1er juin 1916, il est officiellement confirmé à la Cour suprême par 47 voix contre 22.

#### Protection des personnes
Sur le point de la protection des personnes, les apports de Brandeis sont nombreux :
- Arrêts sur la liberté d'expression : Gilbert c. État du Minnesota (1920), Whitney c. État de Californie (1927). Oliver Wendell Holmes et Brandeis s'opposent à la majorité de la Cour. Pour eux, pour être privé de liberté d'expression, il faudrait que le « danger soit si imminent qu'il puisse survenir avant qu'il y ait eu opportunité d'une pleine discussion » ;

- Arrêt sur le droit à la vie privée : Olmstead c. États-Unis d'Amérique (1928). Brandeis écrit dans sa justification de son opposition à la solution retenue par la majorité (« wrote in his lengthy dissent ») :

« Ceux qui ont rédigé notre constitution entendaient sécuriser les conditions favorables à la poursuite du bonheur. Ils reconnaissaient l'aspect spirituel de la nature humaine, de ses sentiments et de son intelligence. Ils savaient que seulement une part des peines, plaisirs et satisfactions de la vie sont à trouver dans les choses matérielles. Ils cherchaient à protéger les Américains dans leurs croyances, leurs pensées leurs émotions et leurs sensations. Ils ont donné contre le gouvernement le droit d'être laissé tranquille — le plus étendu des droits et le plus estimé pour les êtres civilisés »

#### Les arrêts touchant le domaine public

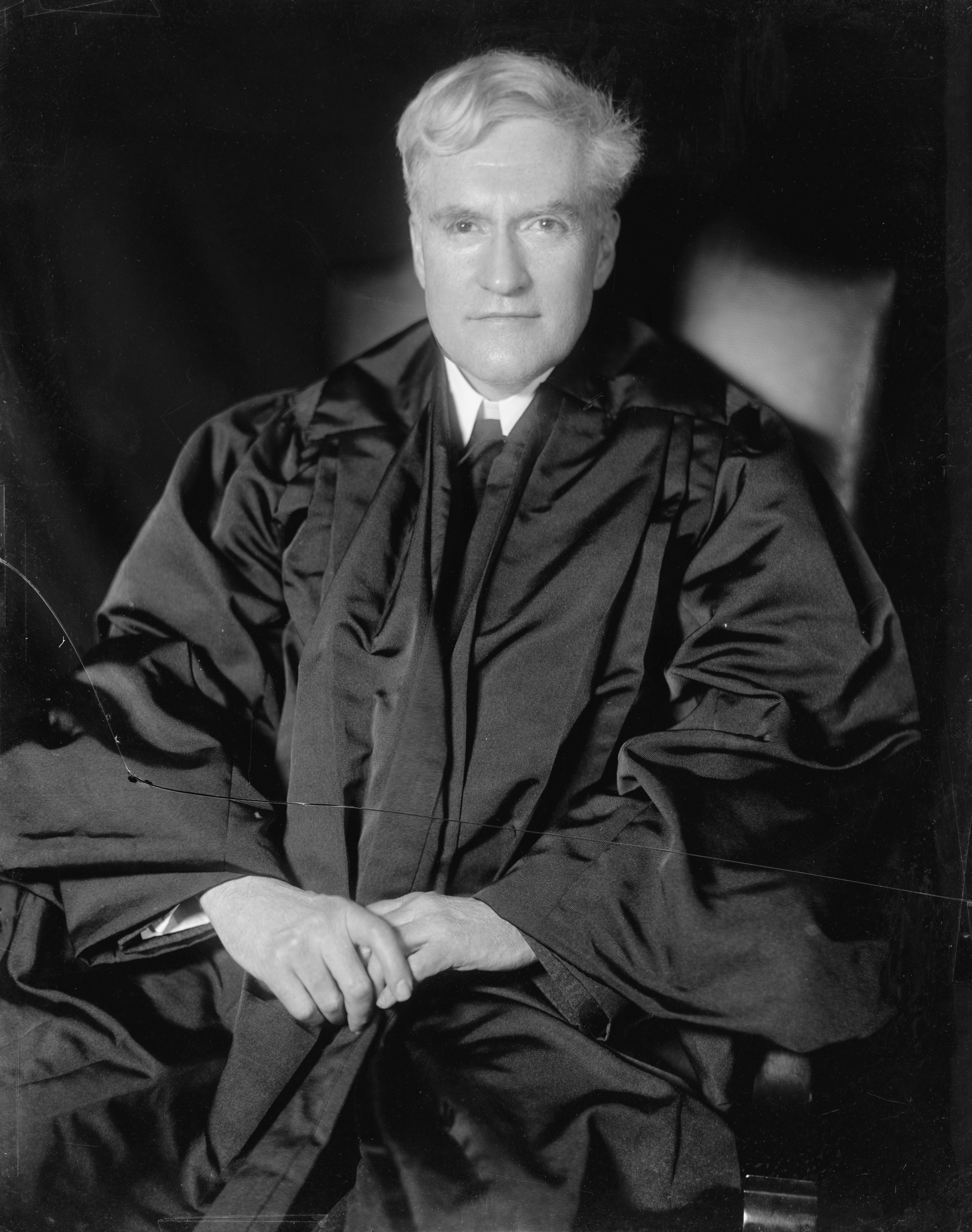
Benjamin Cardozo.

Avec Benjamin Cardozo et Harlan Fiske Stone, Brandeis appartient à l'aile libérale de la Cour suprême. Ils sont surnommés (« les trois mousquetaires »), qui s'opposent aux quatre conservateurs (« les cavaliers »). S'ils sont en général favorables à Franklin D. Roosevelt, ils s'opposèrent aussi à lui.
- Limitation des pouvoirs présidentiels. Dans Louisville c. Radford (1935), il avance que la propriété privée ne peut être prise sans une juste compensation. Dans l'arrêt Schechter Brothers c. États-Unis d'Amérique (1935), la Cour vote à l'unanimité que le National Industrial Recovery Act est inconstitutionnel car il donne un pouvoir discrétionnaire indu au président[10]. Brandeis s'oppose aussi à la réorganisation judiciaire de Roosevelt de 1937, qui veut nommer à la Cour suprême autant de membres qu'il y a de juges âgés de plus de soixante-dix ans, car il pensait que cela menaçait l'intégrité de la Constitution[11].

- Loi fédérale contre loi des États : l'arrêt Erie Railroad Co. c. Tompkins (1938). Son dernier combat pour Klebanow et Jonas[1] fut lun de ses plus significatifs. Brandeis revient sur une doctrine datant de l'arrêt Swift c. Tyson, et insiste sur le fait qu'il n'existe pas une jurisprudence générale fédérale. Ainsi, les cours fédérales doivent appliquer les lois des États où le dommage est survenu.

#### New Deal

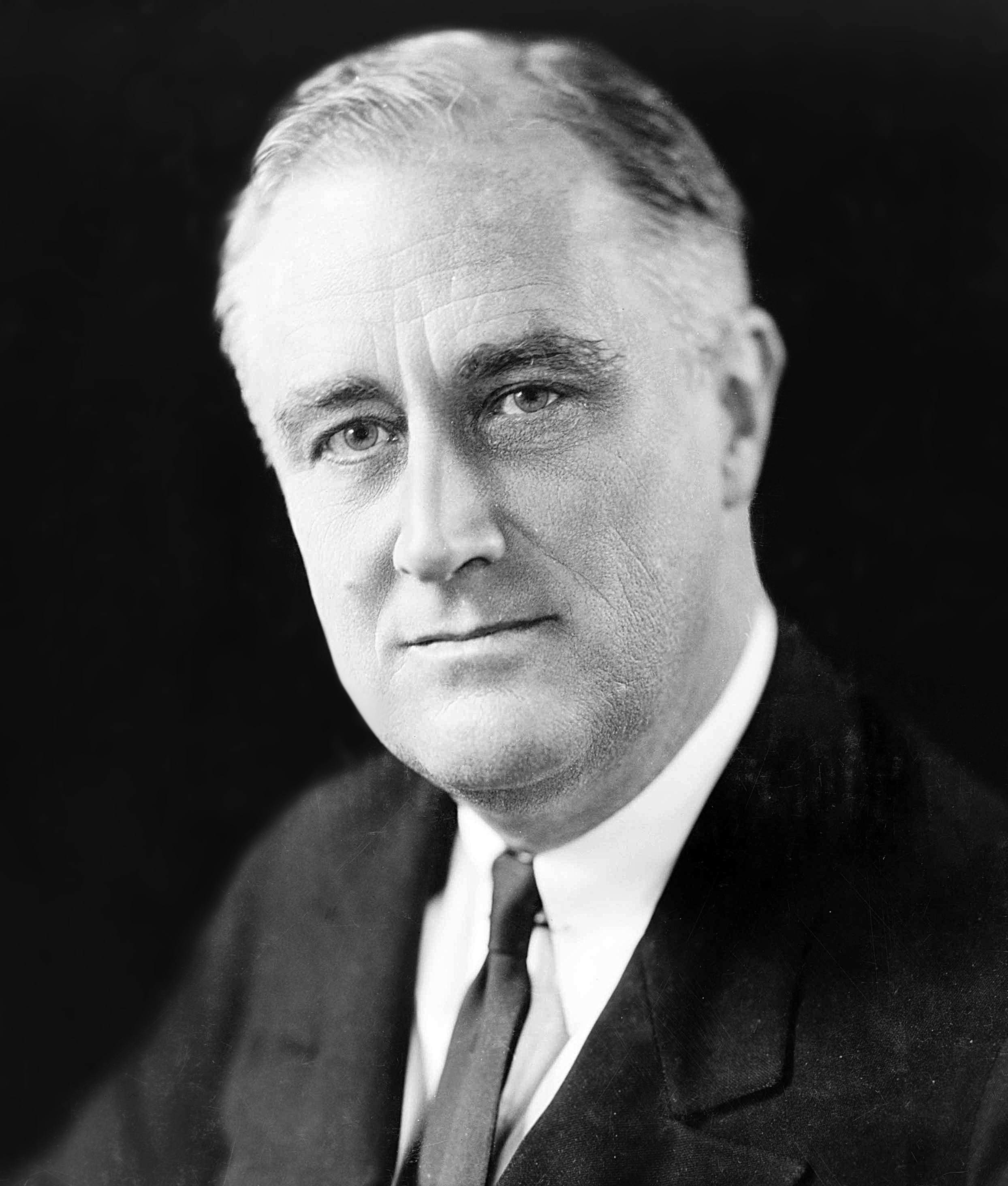
Franklin D. Roosevelt en décembre 1933.

Le New Deal de Roosevelt, cette « nouvelle donne », se caractérise par la création et le développement sans précédent par l’administration fédérale américaine de nouvelles lois, de programmes d’action, d’agences de régulation et de nouvelles administrations, en particulier dans les domaines de l’aide sociale aux chômeurs et aux pauvres, du redressement économique et de la réforme du système bancaire et financier. Le pragmatisme est d’ailleurs la philosophie de base de l’administration Roosevelt, dans laquelle les juristes occupent les premiers rôles. 
Dans l'affaire Louisville Bank c. Radford, Brandeis a écrit une dissidence pour la Cour suprême, en demandant l'annulation de la législation du New Deal permettant de prendre des propriétés privées à des fins publiques sans juste compensation, et en violation du 5e amendement de la Constitution. La valorisation de l’expérience a également éclairé Brandeis dans sa compréhension de la règle du "stare decisis", selon laquelle les juridictions devraient généralement suivre les précédents afin de donner une cohérence et une prévisibilité au droit. Mais cette règle n'est pas, selon lui, un ordre inexorable. Les tribunaux doivent être disposés à annuler les décisions constitutionnelles qui ont résisté à la correction, pour mettre leurs opinions en accord avec l'expérience et avec les faits nouvellement constatés. Un siècle après son entrée à la Cour suprême, les opinions discrétionnaires de Brandeis fournissent un réservoir de concepts moraux pour aider à examiner de nombreux défis constitutionnels complexes auxquels nous sommes encore confrontés aujourd'hui. Il pensait que la Cour suprême était un enseignant pour la nation des vérités à la fois savantes et morales. Cette compréhension de l'institution a façonné sa conception de son devoir de justice. Il a cherché à rendre ses opinions instructives, pas simplement convaincantes, et il a continué à les retravailler pour qu'elles enseignent, et pas simplement pour persuader.

## Œuvres et réalisations

### L'argumentation juridique(Brandeis Brief)

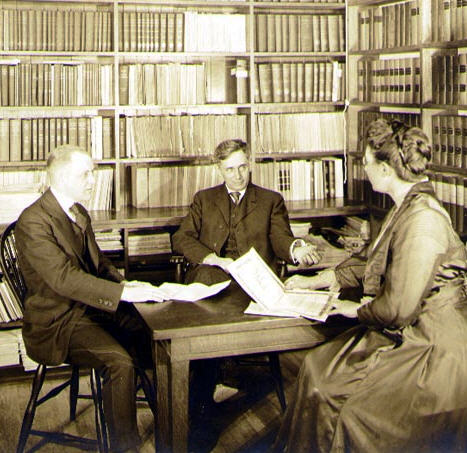
Brandeis (au centre) dans son bureau de Boston en 1916.

Un brief (du latin brevis, court) est un document légal écrit utilisé dans la procédure accusatoire pour présenter à la cour les arguments qui montrent pourquoi la partie doit gagner. Brandeis en 1908, dans l'affaire Muller c. État de l'Oregon, devant la Cour suprême introduit un nouveau mode d'arguments basés sur l'étude des faits tels que les experts de divers domaines peuvent les établir. Cette façon de procéder annonce la jurisprudence sociologique (en) que théorise quelque temps plus tard Roscoe Pound, qui affirmera que Brandeis « n’accomplissait rien de moins que d’ajouter un chapitre à notre droit ». Selon l'historien du droit Stephen Powers, le « Brandeis Brief » devient un modèle pour la jurisprudence progressiste, « en prenant en considération des réalités sociales et historiques, pas seulement des principes abstraits. » Il ajoute que cela a « eu une profonde influence sur l’avenir de la profession juridique » par son acceptation d'une argumentation judiciaire plus large. Selon John Vile, le « Brandeis Brief » est par la suite largement utilisé, notamment dans le cas Brown c. Board of Education de 1954 qui entraine la fin de la ségrégation scolaire.
L'issue de l'affaire Muller c. État de l'Oregon est de savoir si un État a le droit de limiter le temps de travail des femmes. Jusqu'alors, le fait qu'un État veuille limiter le temps de travail ou fixer un salaire minimal est considéré comme une limitation déraisonnable à la liberté de contrat. Brandeis découvre que des arrêts antérieurs de la Cour suprême limitent les droits des contrats quand ceux-ci ont un effet réel et substantiel sur la santé et le bien-être public. Il décide que le mieux pour gagner l'affaire est de montrer, par des faits issus du milieu du travail, un lien clair entre la santé physique, la santé mentale des femmes et le nombre d'heures qu'elles effectuent. Afin de distinguer l’affaire Muller de l’affaire Lochner, Brandeis insista sur les particularités physiques des femmes, justifiant, selon lui, un traitement législatif spécial en matière de droit du travail. Pour ce faire, il invente donc le « Brandeis Brief », c'est-à-dire qu'après une forme inédite de plaidoirie : après une courte argumentation juridique traditionnelle, il présente plus de cent pages de documentation comportant des rapports de travailleurs sociaux, des avis médicaux, des observations faites par les inspecteurs des usines et d'autres témoignages d'experts. Il montre qu'un nombre trop élevé d'heures de travail affecte la santé et la psychologie des travailleurs. Par la suite, Brandeis « devint le principal défenseur dans les cours de justice d'une législation protégeant les salariés »,. Le juge à la Cour suprême Douglas écrit : « Brandeis était usuellement avec les travailleurs, il exposait leur cause avec des mots nobles et exposait leur réclamation avec une clarté destructive ».

### Le droit à la vie privée: «The Right to Privacy»
Les deux grands héritages du mandat de Brandeis à la Cour suprême sont certainement ses idées concernant la liberté d'expression et la vie privée ; il a jeté les bases de la jurisprudence actuelle dans ces domaines.  
En matière de protection des personnes, Brandeis s'est intéressé pour la première fois à la vie privée lorsqu'il était avocat et que son partenaire Samuel Warren s'est plaint du fait que la presse couvrait sa vie sociale et celle de sa famille. Ensemble, ils vont rédiger l'ouvrage The Right to Privacy dans le Harvard Law Review, dans lequel ils estiment qu'il existe un droit constitutionnel a la vie privée, "le droit d'être laissé tranquille" et qui, selon Brandeis, est "le plus étendu des droits et le plus estimé pour les êtres civilisés". Ceci constitue donc le point de départ de la notion de "privacy", qui se développera progressivement devant les juridictions américaines. En 1905, la Cour de Georgie reconnait le droit à la vie privée dans une affaire concernant des photographies. Ensuite, en 1909, la Californie, New-York, la Pennsylvanie, la Virginie et l’Utah adoptent des lois établissant le droit à la vie privée. Enfin, en 1939, l’American Law Institute de Retraitement de Torts a reconnu le droit à la vie privée en "common law". Malheureusement, la Privacy n’a pas dépassé les limites du droit privé de la responsabilité, et Brandeis n’est pas parvenu à faire pénétrer cette idée dans la jurisprudence de la Cour suprême, bien qu’il ait pu y exposer ses idées en tant que juge, y compris en matière d’écoutes téléphoniques (affaire Olmstead v. Etats-Unis, 1928).

### La liberté d'expression
Louis D. Brandeis pensait que dans une démocratie, la position la plus importante était celle de citoyen. Mais pour qu'une personne puisse profiter des avantages d'une société libre, elle doit assumer certaines responsabilités. Ces obligations civiques impliquaient de prendre des décisions éclairées sur des questions de politique publique, en participant à des actions gouvernementales et en votant. Mais pour qu'un électeur puisse porter un jugement éclairé sur un candidat ou un programme, il devait avoir des informations sur tous les aspects d'une question. Selon Brandeis, les opinions impopulaires, aussi radicales soient-elles, ne pouvaient être réduites au silence, car le citoyen informé avait besoin de connaître ces opinions, de les évaluer, puis de les accepter ou de les rejeter.

### Le droit vivant: «The Living Law»
En janvier 1916, Brandeis donna une conférence au barreau de Chicago, intitulée "The Living Law", et au cours de laquelle il déclara que les juges ont besoin de connaître non seulement la loi, mais également les faits de la vie économique. Selon lui, ceux-ci doivent évaluer les mesures qui leur sont soumises non pas d'une manière abstraite, mais à la lumière des conditions sociales et économiques réelles auxquelles la population est confrontée. Une grande partie de l'antagonisme contre le pouvoir judiciaire, a-t-il déclaré, découlait du fait que les juges s'étaient opposés à des mesures de réforme de bon sens, sans aucune compréhension de l'objectif ultime desdites mesures.

### La régulation de l'économie
Louis Brandeis considère que le Grand capital et la démocratie étaient rivaux. Il aurait déclaré : « nous pouvons avoir la démocratie ou nous pouvons avoir la richesse concentrée dans les mains de quelques personnes, mais nous ne pouvons pas avoir les deux ».
Son ouvrage "Other People's Money and How the Bankers Use It" est un recueil d'essais publié en 1914, dans lequel Brandeis a sévèrement critiqué les banquiers d'investissement qui contrôlaient d'importantes sommes d'argent déposées dans leurs banques par des gens de la classe moyenne. Il y a attaqué l'utilisation de fonds d'investissement pour promouvoir la consolidation de diverses industries sous le contrôle d'un petit nombre d'entreprises qui, selon lui, travaillaient de concert pour empêcher la concurrence. Les dirigeants de ces banques, a-t-il souligné, siégeaient régulièrement aux conseils d'administration des compagnies de chemin de fer et des grands fabricants industriels, et dirigeaient régulièrement les ressources de leurs banques pour promouvoir les intérêts de leurs propres entreprises. Ces entreprises, à leur tour, ont cherché à maintenir le contrôle de leurs industries en écrasant les petites entreprises et en éliminant les innovateurs qui développaient de meilleurs produits pour les concurrencer.

## Groupes et associations
Brandeis s'est intéressé au sionisme et a contribué à la création en 1897 du mouvement pour la création d'une patrie juive en Palestine, appelé l'Organisation sioniste d'Amérique (ZOA). Lorsqu'il a accepté la direction dudit mouvement en 1914, son objectif était double : il voulait créer un appareil organisationnel capable d'aider le "yishouv" (colonie juive en Palestine), et influencer le gouvernement américain pour qu'il adopte des politiques en faveur d'une patrie juive, en proposant également un programme idéologique. En 1914, l'association ne comptait que 12 000 membres, pour atteindre le nombre de 180 000 membres en 1918. Actuellement, le mouvement comporte 500.000 adeptes.

## Postérité
Brandeis prend sa retraite de la Cour suprême en février 1939. Il meurt d'une attaque cardiaque le 5 octobre 1941. 
En septembre 2009, The Economist le qualifie de « Robin des Bois de la loi ». 
Pour l'ancien juge à la Cour suprême William O. Douglas, « il a aidé l'Amérique à grandir par le dévouement dont sa vie était faite ».
En septembre 2009, le U.S. Postal Service émet un timbre représentant Brandeis en reconnaissance d'avoir été « le juge qui a le plus fait pour la Cour suprême, forgé les outils dont elle avait besoin pour interpréter la constitution à la lumière des conditions sociologiques et économiques du XXe siècle ». Il est « un progressiste et un champion des réformes […] il a défendu le droit de chaque citoyen à parler librement  et les fondements de sa conception du droit continue à influencer notre pensée juridique aujourd'hui ».
De nos jours, certains se réfèrent encore à la philosophie économique. Par exemple, Urofsky écrit en février 2009 dans le New York Times :
« Brandeis […] a décrit une dangereuse combinaison d'avarice, de manque de responsabilité et de mauvaise surveillance dans Other People's Money, and How the Bankers Use It, un exposé les plus connus de l'Ère progressiste […] qui offre aussi des leçons valables pour aujourd'hui ».
« notre crise actuelle, après tout, fut en partie nourrie par des banquiers jouant gros jeu avec l'argent des autres. Ils ont empaqueté et vendu des prêts immobiliers subprime, pris leur profit et laissé aux autres des portefeuilles plein de papiers sans valeur ou plus toxiques. C'est exactement ce genre de comportement que Brandeis méprisait. »
Le kibboutz Ein HaShofet (en), ((he) עֵין הַשּׁוֹפֵט, La source du juge) en Galilée a été nommé ainsi en son honneur.

## Œuvres

### Écrits juridiques et politiques
- Louis Brandeis & Samuel Warren "The Right to Privacy, " 4 Harvard Law Review 193-220 (1890-91)
- Other People's Money and How the Bankers Use It (New York, NY: Stokes, 1914)
- Business, a Profession, Ernest Poole, editor (Boston, MA: Small, Maynard, 1914). (Reprend les principaux textes de Brandeis sur la loi et la concurrence) 
  - "The Opportunity in the Law, " 39 American Law Review 555 (1905)
  - "The Living Law, " 10 Illinois Law Review 461 (1916)
- The Curse of Bigness, Osmond K. Fraenkel, editor (New York, NY: Viking Press, 1934)
  - "The Regulation of Competition Versus the Regulation of Monopoly" 1912, partiellement repris in The Curse of Bigness
- The Words of Justice Brandeis, Solomon Goldman, editor (New York, N.Y.: Henry Schuman, 1953)
- The Brandeis Guide to the Modern World, Alfred Lief, editor (Boston: Little Brown & Co., 1941)
- Brandeis on Zionism, Solomon Goldman, editor (Washington, D.C.: Zionist Organization of America, 1942)

### Correspondance privée
- Melvin I. Urofsky & David W. Levy, editors, Letters of Louis D. Brandeis (State University of New York Press, 1971-1978, 5 vols.)
- Melvin I. Urofsky, editor, Letters of Louis D. Brandeis (State University of New York Press, 1980)
- Melvin I. Urofsky & David W. Levy, editors, Half Brother, Half Son: The Letters of Louis D. Brandeis to Felix Frankfurter University of Oklahoma Press, 1991
- Melvin I. Urofsky & David W. Levy, editors, The Family Letters of Louis D. Brandeis University of Oklahoma Press, 2002)